# Mandaphon nadra
Mandaphon nadra — вид ранніх примітивних плазунів-проколофонів, що існував у ранньому тріасі (245 млн років тому). Скам'янілі рештки виду знайдені у 2012 році у відкладеннях формації Манда Бедс у Танзанії. Відомий лише по рештках черепа завдовжки 3,5 см та деяких фрагментів посткраніального скелета.